# Ross-Inseln
Die Ross-Inseln (spanisch Islas Ross) sind eine Inselgruppe im Weddell-Meer nordöstlich der Antarktischen Halbinsel. Sie umfassen die Inseln südwestlich der Joinville-Inseln und östlich des Prinz-Gustav-Kanals. Zu ihnen gehören die James-Ross-Insel, die Vega-Insel, Snow Hill Island, die Seymour-Insel, die Cockburn-Insel, die Lockyer-Insel und weitere umliegende kleine Inseln und Klippen.
Die Benennung geht auf chilenische Wissenschaftler zurück. Namensgeber ist der britische Polarforscher James Clark Ross (1800–1862), der die Inseln im Zuge seiner Antarktisexpedition (1839–1843) als Erster gesichtet hatte.